# Bridge Island Meadows
Bridge Island Meadows ist ein 80 Acres (32,4 ha) umfassendes, schwer zugängliches Naturschutzgebiet bei Millis im Bundesstaat Massachusetts der Vereinigten Staaten. Es liegt in einer Flussaue des Charles River und wird von der Organisation The Trustees of Reservations verwaltet.

## Schutzgebiet
Das Areal wurde den Trustees im Jahr 1974 von Dr. und Mrs. John D. Constable geschenkt. Es befindet sich am südöstlichen Ufer des South End Pond und ist ausschließlich mittels Kanu oder Kajak über den Bogastow Brook zugänglich. Da dieser nur unregelmäßig Wasser führt, muss der geeignete Zeitpunkt abgepasst werden. Der Fluss ist dicht mit Vegetation bewachsen und daher auch mit einem Boot nur schwer zu befahren.
Ist der Bogastow Brook überwunden, gelangt man nach kurzem Fußmarsch zu einem 130 ft (39,6 m) hohen, mit Bäumen bewachsenen Hügel, von dem aus eine gute Aussicht auf die Umgebung möglich ist. Da es jedoch keine Wege gibt, müssen sich Wanderer durch die dichte Vegetation kämpfen. Die Anlandung per Kanu oder Kajak ist aufgrund des dichten Bewuchses bereits eine große Herausforderung.